# 石川昔信
石川 昔信（いしかわ せきしん、生没年不詳）とは、江戸時代の浮世絵師。

## 来歴
師系不明。本姓は阿達氏、円月堂、照葩と号す。作画期は江戸時代中期とされる。

## 作品
- 「花魁と禿」　絹本着色[1]
- 「若衆人形遣図」　紙本着色　ニューオータニ美術館所蔵　※「圓月堂　阿達照葩昔信畫」の落款、「圓月堂」の白文方印と「石川氏」の朱文方印、「昔信」の白文方印あり[2]。奥村政信作の「人形を遣う佐野川市松」の左右を反転させた構図となっている。